# Marie Sýkorová
Marie Sýkorová, född den 18 november 1952 i České Budějovice, Tjeckien, död i mars 2018, var en tjeckoslovakisk landhockeyspelare.
Hon tog OS-silver i damernas landhockeyturnering i samband med de olympiska landhockeytävlingarna 1980 i Moskva.